# Wilhelm Kaisen
Carl Wilhelm Kaisen (ur. 22 maja 1887 w Hamburgu, zm. 19 grudnia 1979 w Bremie) – niemiecki polityk i prawnik, członek Socjaldemokratycznej Partii Niemiec (SPD), burmistrz Bremy (1945-1965), przewodniczący Bundesratu (1958-1959).
W 1920 roku został radnym bremskiej rady miejskiej. Od 1928 senator ds. społecznych w Senacie Bremy. W 1933 pozbawiony funkcji publicznych przez władze nazistowskie. Po wojnie został nominowany przez amerykańskie władze okupacyjne na stanowisko burmistrza Bremy.